# Waboti II
Ne doit pas être confondu avec Waboti I.
Waboti II est une localité située dans le département de Sampelga de la province du Séno dans la région Sahel au Burkina Faso.